# Rochester Centrals
I Rochester Centrals sono stati una società professionistica di pallacanestro statunitense con sede a Rochester, che ha militato nella American Basketball League dal 1925 al 1931.
Il miglior piazzamento della loro storia fu il 2º posto nella stagione 1929-1930, quando vennero battuti nella serie finale dai Cleveland Rosenblums.
Nei Rochester Centrals militò John "Honey" Russell, inserito nel Naismith Memorial Basketball Hall of Fame dal 1964.

## Cronistoria
- 1925-1926: 4º posto 1ª fase, 3º posto 2ª fase
- 1926-1927: 6º posto 1ª fase, 7º posto 2ª fase
- 1927-1928: 4º posto Eastern Division
- 1928-1929: 7º posto 1ª fase, 4º posto 2ª fase
- 1929-1930: 3º posto 1ª fase, 1º posto 2ª fase; sconfitti in finale dai Cleveland Rosenblums
- 1930-1931: 3º posto 1ª fase, 4º posto 2ª fase